# 267. Infanterie-Division (Wehrmacht)
Die 267. Infanterie-Division war eine Division der Wehrmacht im Zweiten Weltkrieg.

## Geschichte

### Aufstellung
Die 267. Infanterie-Division wurde am 26. August 1939 als Division der 4. Aufstellungswelle im Wehrkreis XI in Hannover aufgestellt.  
Die Gliederung mit den für den Verband durchgeführten Neuaufstellungen war:
- Divisionsstab (Hannover)
- Infanterie-Regiment 467 () (aus Personal des Ergänzungs-Bataillon 33 sowie Stammpersonal des Infanterie-Regiment 12)
- Infanterie-Regiment 487 () (aus Personal der Ergänzungs-Bataillone 59, 73 und 74)
- Infanterie-Regiment 497 (Zerbst, Blankenburg und Halberstadt) (aus Personal des Ergänzungs-Bataillon 17, sowie Stammpersonal des Infanterie-Regiment 82)
- Pionier-Bataillon 267 () (aus Ergänzungs-Kompanien 4 und 5 des Pionier-Bataillon 18 und der Erg.-Kpn. 4 des Pionier-Bataillon 31)
- Artillerie-Regiment 267 () (aus Ergänzungs-Batterien der Artillerie-Regimenter 19, 31, 55 und 67 mit 4 Abteilungen)
- Aufklärungs-Abteilung 267 () (Neuaufstellung mit zwei Radfahr-Schwadronen)
- Panzerabwehr-Abteilung 267 () (Neuaufstellung)
- Nachrichten-Abteilung 267 () (Neuaufstellung)
- Nachschubtruppen Nr. 297

Im selben Jahr wurde die Division in die Eifel verlegt, wo sie bis zum Frühjahr 1940 blieb. 
Per 10. Dezember 1939 wurde die IV. Abteilung des Artillerie-Regiment 267 zur Heerestruppe. Als Ersatz erhielt die Division als neue IV. Abteilung die vorherige IV./ AR 231, die bespannt war. 
Im Januar 1940 ging das II. Bataillon / IR 487 an die 295. Infanterie-Division als neues I. Bataillon / IR 590.

### Westfeldzug
Während des Westfeldzuges marschierte die Division im Mai 1940 durch Belgien und blieb bis Mai 1941 an der Kanalküste.
Per 26. November 1940 wurde der Stab IR 467 und die III. Bataillone aller Regimenter (als nunmehr I./IR 588, I./IR 590 und III./IR 588) gemeinsam mit der II. Abteilung / AR 267 für die Aufstellung der 321. Infanterie-Division abgegeben.
Am 21. Januar 1941 wurde aus der bis dahin als Heerestruppe eingesetzten IV./AR 267 die neue schwere Artillerie-Abteilung 850. Im gleichen Zug erhielt die Division die IV. Abteilung/AR 231 als Ersatz für die eigene IV. Abteilung.

### Unternehmen Barbarossa
Ab Juni war die 267. Infanterie-Division in den Angriff auf die Sowjetunion einbezogen und marschierte mit der Heeresgruppe Mitte über Pinsk, Sluzk, über die Beresina bis zum Dnepr. Bei Roslawl und an der Desna war sie in größere Kämpfe verwickelt. 
Im Winter 1941 gehörte sie zu der deutschen Angriffsformation während des Unternehmens Taifun auf Moskau. Dabei gehörte sie zur Panzergruppe 4.
An der Moskwa bezog die Division Winterstellung und erlitt erhebliche Verluste. 
Am 1. Mai 1942 wurde aufgrund fehlender Mannstärke in der Division das Infanterie-Regiment 497 aufgelöst, das zuvor noch existierende II. Bataillon des Regiments wurde nunmehr das neue II./IR 487, welches schon aufgelöst worden war. Gleiches passierte mit dem III. Bataillon, das nunmehr das III./IR 467 wurde. Die Reste des I. Bataillons wurden aufgeteilt.
Als Neuzuführung kam das Füsilier-Bataillon 267, durch Umbenennung des leichten Bataillon AOK 4, am 22. Januar 1943 zur Division.
Aufgrund des zunehmenden Drucks der Roten Armee wurde die Division zur Rollbahn Rosslawl-Juchnow bei Spas-Demensk verlegt und sollte im Frühjahr 1943 die dortige „Büffelstellung“ halten. Im Sommer 1943 begann der Rückzug, zunächst nach Süden in die Region Brjansk, dann nach Westen nach Mogiljow im heutigen Weißrussland, wo die Division bis 1944 blieb.

### Vernichtung
Im Juli 1944 wurde die Division im Kessel von Minsk vernichtet. Ein noch existierender Verbandsrest, das Divisionskommando 267 wurde in das Divisionskommando 131 übernommen. Offiziell wurde sie am 3. August 1944 aufgelöst.

## Vergleichende Gliederung
Herkunft der Regimenter:
- Infanterie-Regiment 467: Zerbst, Blankenburg und Halberstadt
- Infanterie-Regiment 487: Hildesheim, Bergen und Hameln
- Infanterie-Regiment 497: Braunschweig, Osterode und Bergen (später Göttingen)

| 1939                                                 | 1942                                       | 1944                                      |
| ---------------------------------------------------- | ------------------------------------------ | ----------------------------------------- |
| Infanterie-Regiment 467                              | Grenadier-Regiment 467                     | Grenadier-Regiment 467                    |
| Infanterie-Regiment 487                              | Grenadier-Regiment 487                     | Grenadier-Regiment 487                    |
| Infanterie-Regiment 497                              | –                                          | Grenadier-Regiment 497                    |
| Artillerie-Regiment 267 (meist mit vier Abteilungen) |                                            |                                           |
| Aufklärungs-Abteilung 267                            | –                                          | Füsilier-Bataillon 267 (ab Oktober 1943)  |
| Panzerabwehr-Abteilung 267                           | Schnelle Abteilung 267 (ab Winter 1943/43) | Panzerjäger-Abteilung 267 (ab April 1943) |
| Pionier-Bataillon 267                                |                                            |                                           |
| Nachrichten-Abteilung 267                            |                                            |                                           |
| Versorgungseinheiten 267                             |                                            |                                           |
| –                                                    | Feldersatz-Bataillon 267                   | Feldersatz-Bataillon 267                  |